# Crocidura greenwoodi
Crocidura greenwoodi е вид бозайник от семейство Земеровкови (Soricidae).

## Разпространение
Видът е разпространен в Сомалия.